# Billy Wallace (Countrymusiker)
Billy Wallace (* 26. März 1917 in Oklahoma City; † 3. Juni 1978) war ein US-amerikanischer Country- und Rockabilly-Musiker sowie Komponist. Wallace schrieb unter anderem den Hit Back Street Affair für Webb Pierce.

## Leben

### Kindheit und Jugend
Billy Wallace wurde in Oklahoma City geboren, wuchs aber in Athens, Alabama, auf. Wallaces Vater hatte für kurze Zeit in Oklahoma auf den Ölfeldern gearbeitet, zog aber wieder auf seine Farm nach Alabama. Als Kind begann Wallace, Gitarre zu spielen und als Jugendlicher schrieb er seine ersten Songs. Seine größten Vorbilder waren die Delmore Brothers, Rex Griffin, Roy Acuff, aber auch Hank Williams, Ernest Tubb und Hal Smith.

### Karriere
1943 heiratete Wallace und zog nach Huntsville. Seine professionelle Karriere begann, als Bill Carlisle einen von Wallaces geschriebenen Songs aufnahm. Motiviert zog er zusammen mit seiner Frau nach Nashville, Tennessee, wo er 1950 für das kleine Label Tennessee Records seine ersten drei Platten einspielte. In der „Music City USA“ hatte Wallace weitaus größere Möglichkeiten, Karriere zu machen.
Schon bald wurde sein Talent als Komponist entdeckt und er wurde für mehrere Musikverlage unter Vertrag genommen. Seinen ersten großen Erfolg als Komponist hatte Wallace 1952 mit Back Street Affair. Wallaces eigene Version für Decca Records wurde kein Hit, aber Webb Pierce brachte den Titel vier Wochen auf Platz-Eins der Country-Charts. Im Folgenden wurden seine Titel von großen Stars der Country-Musik wie Little Jimmy Dickens, Bill Carlisle, Patsy Cline, Kitty Wells und Billy Walker aufgenommen. Red Foley hatte mit Wallaces Slaves of a Hopeless Love Affair einen Hit und Webb Pierce brachte mit Don't Throw Your Life Away einen weiteren Wallace-Titel in die Charts.
Als Musiker wollte Wallace der Durchbruch jedoch nicht so recht glücken, denn seine eigenen Singles fanden kaum Beachtung. 1956 wechselte er zu Mercury Records, für die er eine einzige Aufnahme-Session abhielt. Zusammen mit den Bama Drifters spielte er seine bekanntesten vier Stücke ein, That’s My Reward, What’ll I Do, Mean Mistreatin’ Baby und Burnin’ The Wind. Alle Songs waren mit einer sehr sparsamen Rockabillybesetzung eingespielt (Dobro, Rhythmusgitarre, geslappter Kontrabass) und auch sonst entsprachen die Titel mit schnellen Soli und dem Echoeffekt dem typischen Rockabilly-Sound. Geprägt waren die Titel von Wallaces nasalem Gesang und seinem „Southern Drawl“, dem Südstaaten-Akzent und der rein akustischen Besetzung. Die Songs basierten alle auf einem Bluesschema und enthielten Textzeilen wie „I asked you for water, you give me gasoline“, die Tommy Johnsons Cool Drink of Water Blues von 1928 entnommen waren. Eine andere Stelle aus Mean Mistreatin' Baby war klar traditioneller Herkunft: „Gonna jump in the river three times, but ain't a-comin' up but twice“. Neben diesen Anlehnungen an ältere Titel finden sich auch biographische Züge in Wallaces Songs, beispielsweise in That's My Reward: „You ruled my nights, you ruled my days, who started that rumour, that they freed all the slaves“. Wallaces Gitarrenspiel war im damaligen musikalischen Kontext ungewöhnlich und fremd für gängige Hörgewohnheiten. Es war einerseits vom Blues beeinflusst, lehnte aber auch stark am Ragtime an.
Es war während seiner Zeit bei Mercury, dass Wallace einen schweren Schlaganfall bekam. Seine gesamte linke Körperhälfte war gelähmt, sodass an Gitarre spielen nicht mehr zu denken war. Trotz der Hilfe von Bill Carlisle und Dee Kilpatrick ließ Mercury Wallace fallen.
Während der 1950er-Jahre war Wallace Mitglied des KWKH Louisiana Hayrides, einer der bekanntesten Radioshows Amerikas zur damaligen Zeit.
Nach seinem schweren Rückschlag lernte Wallace, erneut Gitarre zu spielen und in den folgenden Jahren stand er bei einer Vielzahl von Labels wie Republic, Blue Hen, Deb, Del-Ray, Pace, Gig, Sims, Twin Rose und ARCADIA unter Vertrag. Einen Hit oder den Durchbruch fand Wallace jedoch nie. Stattdessen verschlechterte sich sein Gesundheitszustand zusehends. 1962 gab Wallace schließlich seine Karriere auf, um nach Huntsville, Alabama, zurückzukehren. Dort starb Wallace 1978 im Alter von 61 Jahren.
1980 wurde in Deutschland ein Album von ihm veröffentlicht. Die Songs des Albums stammten allesamt aus  den Jahren 1962 und 1963, als Wallace bei Del-Ray Records unter Vertrag stand.

## Diskographie

### Singles
| Jahr | Titel                                                               | Plattenfirma     |
| ---- | ------------------------------------------------------------------- | ---------------- |
| 1950 | Dog Hauled Around / You Got Some Explaining To Do                   | Tennessee 719    |
| 1951 | There's a Hand Reaching Out From There / Reservations For Your Soul | Tennessee 747    |
| 1952 | South Wind / I'm Gonna Turn You A-Loose                             | Tennessee 829    |
| 1952 | Back Street Affair / Counted Out                                    | Decca 28243      |
| 1953 | Shadow of My Heart / While the Gettin's Good                        | Decca 28568      |
| 1955 | You Can't Ride on My Train / I Still Love You                       | Blue Hen BH-210  |
| 1956 | That’s My Reward / What’ll I Do                                     | Mercury 70876X45 |
| 1956 | Mean Mistreatin’ Baby / Burnin’ The Wind                            | Mercury 70957X45 |
| 1956 | That Old Love of Yours / I Can't Run Away (from These Blues)        | Republic 7127    |
| 1957 | Wolf Call / Two O’Clock in the Morning                              | Deb 882-45       |
| 1957 | You'll Never Cheat Me Anymore / Don't Flirt with My Baby            | Deb 1003         |
| 1960 | Gotta Keep Ridin' / Chestnut Locks                                  | Pace 1008        |
| 1961 | Low Down Hangin' Around / Heartbreak Village (mit Jimmy King)       | Sims 120         |
| 1962 | The Sycamore Tree / Honky Tonk Row                                  | Del-Ray 210      |
|      | The Sycamore Tree / Honky Tonk Row                                  | Acadia 1008      |
|      | Cheatin' a Sin / Your Kisses and Lies                               | Acadia 1009      |
|      | We Hide Away / Got Ramblin' on My Mind                              | Twin Rose 101    |

### Alben
- 1963: Billy Wallace Sings His Hits (Acadia)
- 1980: Billy Wallace Sings His Hits (Eagle, D)